# Chooser-Option
Eine Chooser-Option oder As you like it Option (im englischen Sprachraum auch preference option genannt) ist eine spezielle Form eines Derivates bzw. genauer eine Exotische Option
Der Optionsinhaber hat zu einem definierten Zeitpunkt vor der Fälligkeit die Wahl, sich zu entscheiden, ob er seinen Chooser in eine Kaufoption oder eine Verkaufsoption umwandeln will.
Im Vergleich zu Straddles sind Choosers kostengünstiger zu erwerben, wobei der Abschlag desto höher ist, je früher der Zeitpunkt ist, zu dem sich der Optionsinhaber für die Wandlung in eine Kauf- oder Verkaufsoption entscheiden muss. Sie sind allerdings bei ansonsten gleicher Ausstattung teurer als die entsprechende reine Kauf- oder Verkaufsoption.
Der Preis eines Choosers steigt mit der Volatilität des Basiswertes, der Preis des Basiswertes spielt dagegen eine untergeordnete Rolle. Damit kann man auf eine steigende Volatilität setzen, ohne zu stark von der eigentlichen Bewegung des Basiswertes abhängig zu sein.